# Dieceza de Osnabrück

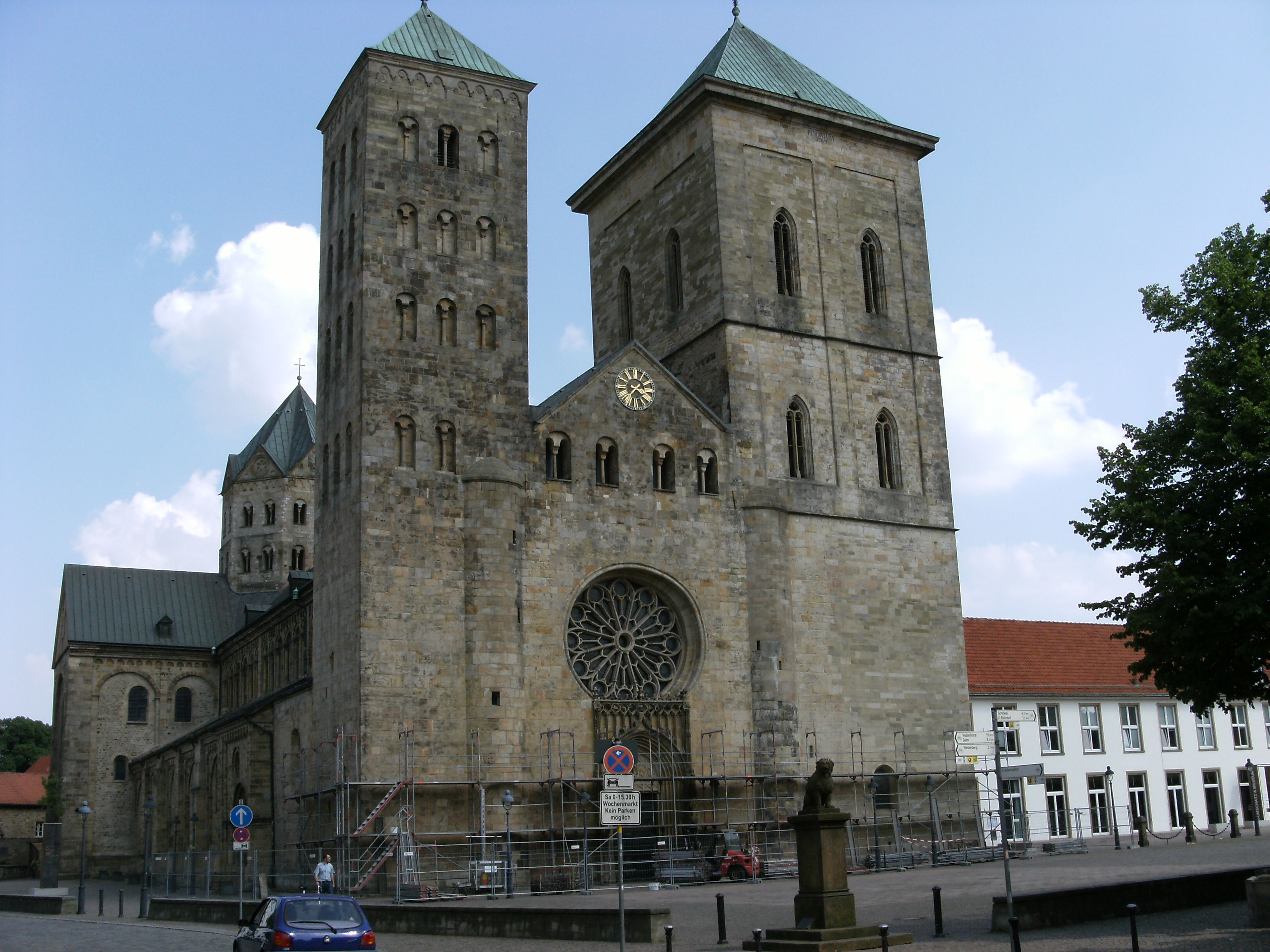
Domul Sf. Petru din Osnabrück
(sec. al XII-lea)

Dieceza de Osnabrück (în latină Dioecesis Osnabrugensis) este una dintre cele douăzecișișapte de episcopii ale Bisericii Romano-Catolice din Germania, cu sediul în orașul Osnabrück. Dieceza de Osnabrück se află în provincia mitropolitană a Arhidiecezei de Hamburg.

## Istoric
Episcopia a fost fondată în anul 772 de către conducătorul francilor, Carol cel Mare. Inițial a fost sufragană a Arhiepiscopiei de Köln. A fost devastată de invazia vikingă din secolul al IX-lea. Dieceza a avut de asemenea de suferit în timpul Reformei Protestante din secolul al XVI-lea, dar și-a revenit după Pacea Westfalică din anul 1648.
În anul 1803 episcopia a fost desființată, dar a fost reînființată în anul 1824. De atunci este sufragană a Arhidiecezei de Hamburg.